# Oblast du Syr-Daria
1867–1918
Entités précédentes :
- Khanat de Kokand

Entités suivantes :
- R.S.S. d’Ouzbékistan

L'oblast du Syr-Daria (Сырдарьинская область) est l'un des territoires historiques de l'ancien Turkestan russe dont il occupe la partie nord-ouest. Sa capitale était Tachkent, aujourd'hui capitale de l'Ouzbékistan. Elle doit son nom au fleuve Syr-Daria qui la traverse. 

## Historique
L'oblast a été formée après la conquête russe par un oukaze du 11 (23) juillet 1867 donnant lieu a la formation d'une nouvelle administration.

## Géographie
L'oblast occupe la partie nord-ouest du gouvernement général. Il est limité au nord par l'oblast de Tourgaï et l'oblast d'Akmolinsk ; à l'est par l'oblast des Sept-Rivières ; au sud par l'oblast de Ferghana et celle de Samarcande, ainsi que par l'émirat de Boukhara. Au sud-ouest, l'oblast du Syr-Daria est bordée par le khanat de Khiva et à l'ouest par la mer d'Aral.
Son plan rappelle celui d'un quadrilatère allongé.
Sa superficie est de 504 700 km2 (443 442 verstes carrées). Elle s'étend sur 1 173 km (1 100 verstes) de longueur, et 747 km (700 verstes) de largeur.
L'oblast du Syr-Daria était l'oblast la plus étendue du Turkestan russe, puisqu'elle représentait 70 % de la surface du kraï du Turkestan  et environ 25 % du gouvernement général du Turkestan.

## Population
Selon le recensement impérial de 1897, l'oblast comptait 1 478 398 habitants (803 411 hommes et 674 987 femmes), dont 205 596 en ville. À l'exception de la capitale administrative, Tachkent, qui comptait 155 673 habitants (c'était donc la ville la plus importante de l'Asie centrale russe), il n'y avait pas de villes importantes dans l'oblast de Syr-Daria. Leur répartition ethnolinguistique était la suivante :
| Ouiezd                             | Kirghize de Kaïssats (aujourd'hui langue kazakhe) | Dialecte turc sans précision (ceci comprend différentes tribus parlant des dialectes non répertoriés) | Sarte (aujourd'hui parlant la langue ouzbèke) | Karakalpak | Ouzbek | Grand russe (aujourd'hui Langue russe) | Petit russien (aujourd'hui ukrainien) | Tadjik (langue d'origine persane) | Tatar (partie de la langue tatare actuelle) |
| ---------------------------------- | ------------------------------------------------- | --- | --------------------------------------------- | ---------- | ------ | -------------------------------------- | ------------------------------------- | --------------------------------- | ------------------------------------------- |
| Total de l'oblast                  | 952 061                                           | 158 675                                                                                               | 144 275                                       | 93 215     | 64 235 | 31 900                                 | 12 853                                | 5 557                             | 5 257                                       |
| Villes                             | 10 038                                            | 116 627                                                                                               | 23 446                                        | 45         | 17 533 | 22 258                                 | 3 493                                 | 1 081                             | 4 416                                       |
| Ouïezds sans les villes            | 942 023                                           | 42 048                                                                                                | 120 829                                       | 93 170     | 46 702 | 9 642                                  | 9 360                                 | 4 476                             | 841                                         |
| Ouïezd de Tachkent en entier       | 163 105                                           | 142 630                                                                                               | 108 765                                       | 11         | 511    | 17 510                                 | 2 921                                 | 4 531                             | 2 616                                       |
| Ville de Tachkent seule            | 1 911                                             | 116 604                                                                                               | 11 749                                        | 0          | 61     | 14 993                                 | 2 600                                 | 339                               | 2 313                                       |
| Ouïezd de Tachkent sans les villes | 161 194                                           | 26 026                                                                                                | 97 016                                        | 11         | 450    | 2 517                                  | 321                                   | 4 192                             | 303                                         |
| Ouïezd d'Aoulié-Ata en entier      | 250 988                                           | 2 313                                                                                                 | 1 460                                         | 2          | 8 474  | 5 129                                  | 5 339                                 | 379                               | 630                                         |
| Ville d'Aoulié-Ata                 | 589                                               | 18 | 386                                           | 0          | 8 460  | 1 055                                  | 291                                   | 379                               | 266                                         |
| Ouïezd de Kazaline en entier       | 135 850                                           | 2 | 487                                           | 0          | 47     | 2 821                                  | 95                                    | 353                               | 659                                         |
| Ville de Kazaline                  | 3 358                                             | 2 | 487                                           | 0          | 42     | 2 517                                  | 93                                    | 352                               | 627                                         |
| Ouïezd de Petrovsk en entier       | 130 269                                           | 3 | 1 450                                         | 9          | 4      | 1 048                                  | 117                                   | 2                                 | 517                                         |
| Ville de Petrovsk                  | 2 253                                             | 0 | 1 384                                         | 6          | 4      | 694                                    | 48                                    | 0                                 | 434                                         |
| Ouïezd de Tchimkent                | 224 704                                           | 0 | 32 043                                        | 40         | 20 709 | 2 236                                  | 4 198                                 | 0                                 | 646                                         |
| Ville de Tchimkent                 | 451                                               | 0 | 9 468                                         | 0          | 9      | 637                                    | 196                                   | 0                                 | 120                                         |
| Ville de Turkestan                 | 1 415                                             | 0 | 15                                            | 0          | 8 918  | 230                                    | 82                                    | 0                                 | 513                                         |
| Département de l'Amou-Daria        | 47 145                                            | 13 727                                                                                                | 70                                            | 93 153     | 34 490 | 3 156                                  | 183                                   | 292                               | 189                                         |
| Ville de Petro-Alexandrovsk        | 61                                                | 3 | 9                                             | 19         | 39     | 2 132                                  | 189                                   | 11                                | 143                                         |

À l'exception des russophones de confession orthodoxe et de quelques groupes de vieux-croyants, de luthériens et de catholiques et de quelques petites communautés juives ou arméniennes, l'immensité de la population (96,4 %) est musulmane.

## Administration

### Territoires administratifs
Au début du XXe siècle, l'oblast était divisée en cinq ouiezds et un département :
| no | Ouiezd                      | Chef-lieu                       | Superficie, verstes ² | Population (1897) |
| -- | --------------------------- | ------------------------------- | --------------------- | ----------------- |
| 1  | Ouiezd d'Aoulié-Ata         | Aoulié-Ata (11 722 hab.)        | 65 420,0              | 276 169           |
| 2  | Ouiezd de Kazalinsk         | Kazalinsk (7 585 hab.)          | 59 800,0              | 140 541           |
| 3  | Ouiezd de Perovsk           | Perovsk (5 058 hab.)            | 65 840,0              | 133 663           |
| 4  | Ouiezd de Tachkent          | Tachkent (155 673 hab.)         | 38 870,0              | 448 493           |
| 5  | Ouiezd de Tchimkent         | Tchimkent (11 194 hab.)         | 124 950,0             | 285 059           |
| 6  | Département de l'Amou-Daria | Petro-Alexandrovsk (3 111 hab.) | 97 960,0              | 194 473           |

### Gouverneurs militaires
| Nom                 | Grade              | Durée de fonction     |
| ------------------- | ------------------ | --------------------- |
| Nikolaï Golovatchov | général-lieutenant | 14.07.1867-02.06.1877 |
| Vitali Trotski      | général-lieutenant | 05.05.1878-1883       |
| Nikolaï Grodekov    | général-lieutenant | 02.06.1883-12.06.1892 |
| Nikolaï Korolkov    | général-lieutenant | 30.07.1892-28.06.1905 |
| Ivan Fedotov        | général-lieutenant | 28.06.1905-17.08.1906 |
| Mikhaïl Romanov     | général-lieutenant | 17.08.1906-01.02.1911 |
| Alexandre Galkine   | général-lieutenant | 01.02.1911-1917       |